# José Ramón Tabío Palma
José Ramón Tabío Palma (Santiago de las Vegas, La Habana, Cuba, 21 de enero de 1915 - La Habana, Cuba, 8 de abril de 1975) fue un camarógrafo y director de fotografía cubano.
Realizó estudios de dibujo y pintura en la Academia de Bellas Artes, aunque pronto se dedicó a la fotografía donde demostró sensibilidad hacia la dureza de las condiciones de vida en el campo y de los trabajadores. En 1938 fue miembro fundador de Cuba Sono Film y tras la revolución cubana colaboró en varias revistas y se integró en el Instituto Cubano de Arte e Industria Cinematográfica. Murió durante el rodaje de una película.

## Exposiciones
Su primera exposición personal fue «Fotografías del proceso de elaboración de un títere», realizada en el Lyceum de La Habana en 1952.
Sus obras han sido expuestas tras su muerte como la exposición «La Conciencia del Fotógrafo» en el marco del III Encuentro Latinoamericano de Fotografía realizado en la galería Los Espacios Cálidos del Ateneo de Caracas, en Venezuela en 1993, o en la muestra colectiva «Historia de la Fotografía Cubana» en Museo de Arte Carrillo Gil, en México, D.F., México, en 1979.
Sus principales colecciones se encuentran en la Fototeca de Cuba, en La Habana, Cuba, y en el Museo Nacional de Bellas Artes de la misma ciudad.

## Premios
En 1984 se instituyó el Premio Nacional de Fotografía «José Tabío» en la I Bienal de La Habana. 
Recibió tras su muerte el Premio único al mejor libro fotográfico del año, por su libro Tiempo para no olvidar en el Concurso Nacional «El arte del libro», en La Habana, en 1986.